# 高政揚
高政揚（英語：Cheng-Yang Kao），是一位臺灣的物理研究學者及民國黨籍政治人物。 

## 生平

### 求學生涯
高政揚畢業於國立清華大學物理學系博士班，並曾於該學系擔任博士後研究員參與跨國合作團隊學術研究。2010年7月8日，其所屬團隊計畫成果被刊登於國際期刊《Nature》並成為當期封面故事。2013年，此研究因精準度之提高，除確定前次的研究發現，同時也為另一國際期刊《Science》所刊登。

### 從政生涯
2015年10月6日，高政揚被民國黨提名為該黨臺北市第四選區(內湖、南港)區域立委候選人；他於記者會上表示「決心以科學追根究柢的精神來推動台灣改變。」後來，他被聘任為民國黨內湖、南港區黨部主任。
2015年10月12日，高政揚參與政論節目討論關於臺灣當前股市與經濟之議題，並提出其個人建言；此外，他也在同月30日於政論節目上討論臺灣高等教育政策議題，並針對當今臺灣高等教育價值扭曲之問題提出見解。